# Godefroid Camauër
Godefroid Matthieu Julien Camauër (Bergen op Zoom, 31 de mayo de 1821 - Huy, 18 de octubre de 1884) es un compositor belga de origen holandés.

## Biografía

### Juventud
Hijo del inspector fiscal y melómano Pieter Joseph Camauër y Cornelia Levina Lamberéis, Godefroid Camauër pasó su infancia y adolescencia en los Países Bajos, en Bergen op Zoom  y luego en Tilbourg. Se inició en la música a una edad temprana y se destacó en este campo,. A los 18 años, entra en el Conservatorio Real de Música de Lieja, donde estudia bajo la dirección de Joseph Daussoigne-Méjul, y donde ganó el premio de piano en menos de dos años, mientras perfeccionaba el estudio del violín y la armonía.

### Carrera
En 1840 fue nombrado Maestro de Capilla en el Colegio de Huy donde pasará el resto de su vida. Rápidamente fue nombrado profesor de música en diferentes escuelas. También da clases de música gratuitas y trabaja para formar a los jóvenes en el canto coral. 

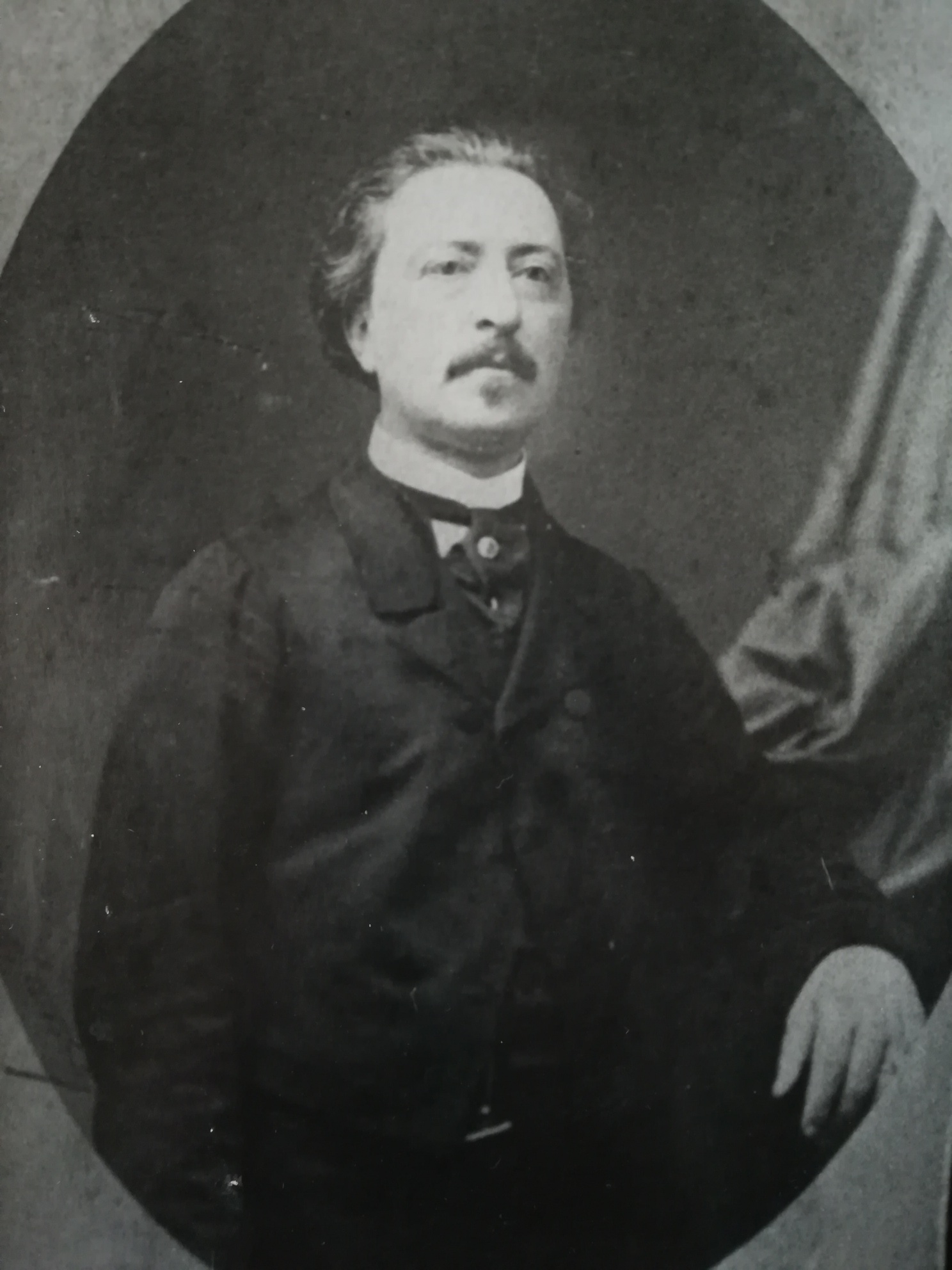
Godefroid Camauër

En 1841 fundó la Sociedad Lírica, un conjunto vocal. Luego, en 1853, creó un coro de hombres: la Sociedad de Amateurs (aficionados), que obtuvo el segundo premio de las ciudades de segundo rango en el concurso de canto coral de Lieja, en junio de 1853. Una sección de armonía llegaría pronto a añadirse. La Sociedad de Amateurs fue presidida por Eugène Godin. En 1855, Camauër ganó un primer premio en Bruselas y un segundo premio en Lieja. En 1856 obtuvo el premio de ciudades de segundo rango en el Concurso de Gante que premió los esfuerzos de la Sociedad de Amateurs.
El mismo año, Camauër completó la composición de una ópera cómica, Grétry en Versalles, que se representó en Huy, luego en el Teatro de Lieja, al año siguiente, bajo el título Grétry en Fontainebleau. La recepción fue positiva. La idea de citar el aria Zémire es apreciada por el público y la crítica. 
En 1857, la Sociedad ganó el primer premio en el concurso de Lovenia y en 1860, el premio a la excelencia en el concurso de canto de conjuntos de Lieja. En el de Aix-la-Chapelle, en 1862, la sección de canto obtuvo un premio honorífico, mientras que la de armonía obtuvo el primer premio.
Con motivo de las Fiestas Septenarias, el Duque de Brabante  fue a Huy el 14 de agosto de 1865. Para la ocasión, Camauër compuso una cantata: Saludo al Principe Real. Convertido en rey, Leopoldo II no lo olvidará: en 1866, entregó al compositor un alfiler con diamantes en memoria de esta maravillosa bienvenida. El mismo año, Camauër participa en el jurado de un concurso de canto en Malinas.
Camauër también dedica su talento como director a la Guardia Cívica, de la que es Jefe del Cuerpo de Música, y con la que actúa en varias ocasiones para las asociaciones benéficas.
El año 1867 será  el de la consagración del músico y maestro de coro. La Sociedad de Amateurs participa en el Gran Concurso Internacional de canto y armonía en conjunto, organizado en el marco de la Exposición Universal de París. El 12 de agosto, la sección de armonía y su director obtuvieron el primer premio en la división superior. El día 13 le toca a la sección coral ganar, por aclamación y sin deliberación del jurado, el premio a la excelencia entre conjuntos extranjeros, y luego el gran premio de honor de todo el concurso. Al día siguiente, la Sociedad de Amateurs presenta en el Cirque des Champs-Elysées los dos coros que le han valido la victoria, en presencia de la Emperatriz Eugenia, quien felicita personalmente a Godefroid Camauër y Eugene Godin. El Emperador francés también les ofrece una  medalla de oro. El regreso a Huy es triunfal: flores, serpentinas y una gran multitud esperan a los coristas cuando bajan del tren. Una recepción en el Ayuntamiento y un banquete con fuegos artificiales celebraron la actuación de los aficionados. Godefroid Camauër recibirá también, de manos del rey, la insigna de Caballero de la Orden de Leopoldo, en enero de 1868. Tras este éxito, se invitará a los Amateurs a actuar en varios lugares del país. 
A finales de la década de 1860, Camauër dejó su puesto de Maestro de Capilla en el Colegio, por razones políticas. 
Los últimos años de su vida, el compositor los consagrará principalmente a la enseñanza de la música. 
En agosto de 1883, la Liedertafel de Tilburg da un concierto en homenaje a Camauër, en su presencia, e interpreta sobre todo el chœur Cristóbal Colón.

## Descendencia
De su matrimonio con Émilie de Francquen (1822-1861), Godefroid Camauër tuvo tres hijos: Godefroy, que ocupará el cargo de Secretario General de la Compañía Internacional de coches camas fundada por Georges Nagelmackers, y será el abuelo del filósofo Gilles Deleuze, Amand, fallecido a los 19 años y Jules, abogado y publicista, cuyos muy numerosos descendientes viven principalmente en Bélgica. 
De su matrimonio con Pélagie Préalle, Camauër tuvo cinco hijos: Emma, que se casará con el violinista y compositor Félix Renard, Gustave, que emigrará a la Argentina y contará entre sus descendientes a la escritora y Dra. en Filosofía, Solange Camauër, Armand, Levina y Marie. 

## Posteridad
Los numerosos homenajes rendidos con motivo de su funeral en 1884 atestiguan que Camauër disfrutó de estima dentro del mundo musical belga. Su obra caerá gradualmente en el olvido para ser redescubierta a principios de la década de 1980. El año del centenario de su fallecimiento verá el lanzamiento de un disco que comprende la Misa Solemne  de 1860 interpretada por el Coro Real de Saint-Rémy bajo la dirección de Philippe Mercier, así como la Misa de Réquiem de 1853 cantada por  el Coro masculino "El pequeño órgano" dirigido por Dirk De Moor. Varias fiestas serán organizadas para esta ocasión, a cargo de aficionados y descendientes del compositor, bajo la dirección de Bernard Camauër. 
Después de las festividades de 1984, la ciudad de Huy bautizó el "kiosque" construido por la Sociedad de Aficionados "Kiosque Godefroid Camauër". Actualmente en proceso de restauración, será reainaugurado en 2021.
Traducción del francés: Mariano Vergara-Hegi, enero de 2021

## Obras
- Un pasatiempo. Galope para piano a cuatro manos, Huy, 1843 (bajo el nombre de Frédéric Camauër)
- Fantasía a cuatro manos, arreglo para piano sobre motivos de Lucie de Lammermoor, Huy, 1843 (bajo el nombre de Frédéric Camauër, dedicado a sus alumnas Clémentine y Josephine Delloye)
- De Profundis, himno a cuatro voces con acompañamiento de gran orquesta, compuesto en memoria de la muerte de Su Majestad, Guillermo II, Rey de Holanda, Príncipe d'Orange-Nassau, Gran Duque de Luxemburgo, Duque de Limbourg, etc. etc., 1849 (dedicado "A Su Majestad La Reina viuda de Holanda")
- Misa de Requiem para tres voces masculinas, Éd. Veuve Muraille, Lieja, 1853
- Grétry à Versailles, ópera cómica en un acto, versión para cuatro cuerdas (representada en Huy). Grétry a Fontainebleau, opera cómica en un acto con orquestación (representada en Lieja en 1857), Veuve Muraille, LIeja, 1856 (texto de Cl. Michaels) - J. B. Kaito, Paris, 1857
- Pedro el Ermitaño o la partida de los Creuhis hacia Tierra Santa, cantata para cuatro voces masculinas, Veuve Muraille, Lieja, 1858 (letra de J. Dehin - en valón) (dedicado a Charles Godin)
- A mi hijo, romance para voz y piano, en "La Melodía. Suite de nuevos romances", Schott Frères, Bruselas, 1859 (letra de Émile Cachet)
- La Igualdad, capricho para piano, J. B. Katto, Bruselas, 1860
- El amor es la felicidad, melodía para una voz y piano, Veuve Muraille, Lieja, 1860 (letra de Lucien Springuel)
- Misa Solemne para dos sopranos, tenor y bajo con acompañamiento de órgano, Veuve Muraille, Lieja, 1860 (dedicada a Su Alteza Imperial y Real la Duquesa de Brabante)
- La edad de la felicidad, melodía religiosa con acompañamiento de teclado, Veuve Muraille, Lieja, 1861 (letra de A. Cocq) (dedicada "Al Internado de Jóvenes Señoritas")
- Saludo al Príncipe Real, cantata para cuatro voces masculinas, compuesta en ocasión de la visita de su Alteza Real el Duque de Brabante, a la ciudad de Huy, el 14 de agosto de 1865 (letra de Michaëls hijo)
- Stabat Mater, 1867 (?) interpretado en el Colegio de Huy en 1867
- Cristóbal Colón, 1883
- Obertura Pastoral
- Coro festivo en pasos redoblados a cuatro voces masculinas, Éd. Gevaert, Gand, s.d. (dedicado a Eugenio Godin, Presidente de la Sociedad de Amateurs de Huy)
- Tantum ergo para cuarteto de voces (Genitori), s.d.
- Coro de Cazadores, coro a cuatro voces masculinas, s.d. (dedicado a S. A. R. Sr. Conde de Flandes, Presidente de honor de la Sociedad de Amateurs de Huy")
- Letanías Beatae Mariae, s.d.
- El Jubileo del Pastor, coro a cuatro voces masculinas, Veuve Muraille, LIeja, s.d. (dedicado al Sr. Hornay, reverendo Cura d' Antheit") (letra del Abate Bodson)
- El Himno de la noche (archivo), coro a cuatro voces masculinas, Ed. Gevaert, Gante s.d. (dedicado al Sr. Joseph Lebeau, Miembro de la Cámara de Representantes Belgas") (basado en una poesía de Lamartine)
- El despertar de la campana, coro a cuatro voces masculinas, Veuve Muraille, Lieja, s.d. (letra de A. Cocq) (dedicado al Sr. Devos, Director de la Sociedad Real de Coros de Gante)
- El Angel del trabajador, Coro de obreros de cuatro voces, Éd. Gevaert, Gante, s.d. (letra de M. La Garde)
- O Salutaris en mi b, para cuatro voces y orquesta
- Bendición solemne, para cuatro voces y orquesta, s.d. (dedicado al Sr. Duguet")
- Cantos de escuela. El Observador. Revista Pedagógica, Huy, 1881-1885